# Aula der Alten Universität (Heidelberg)

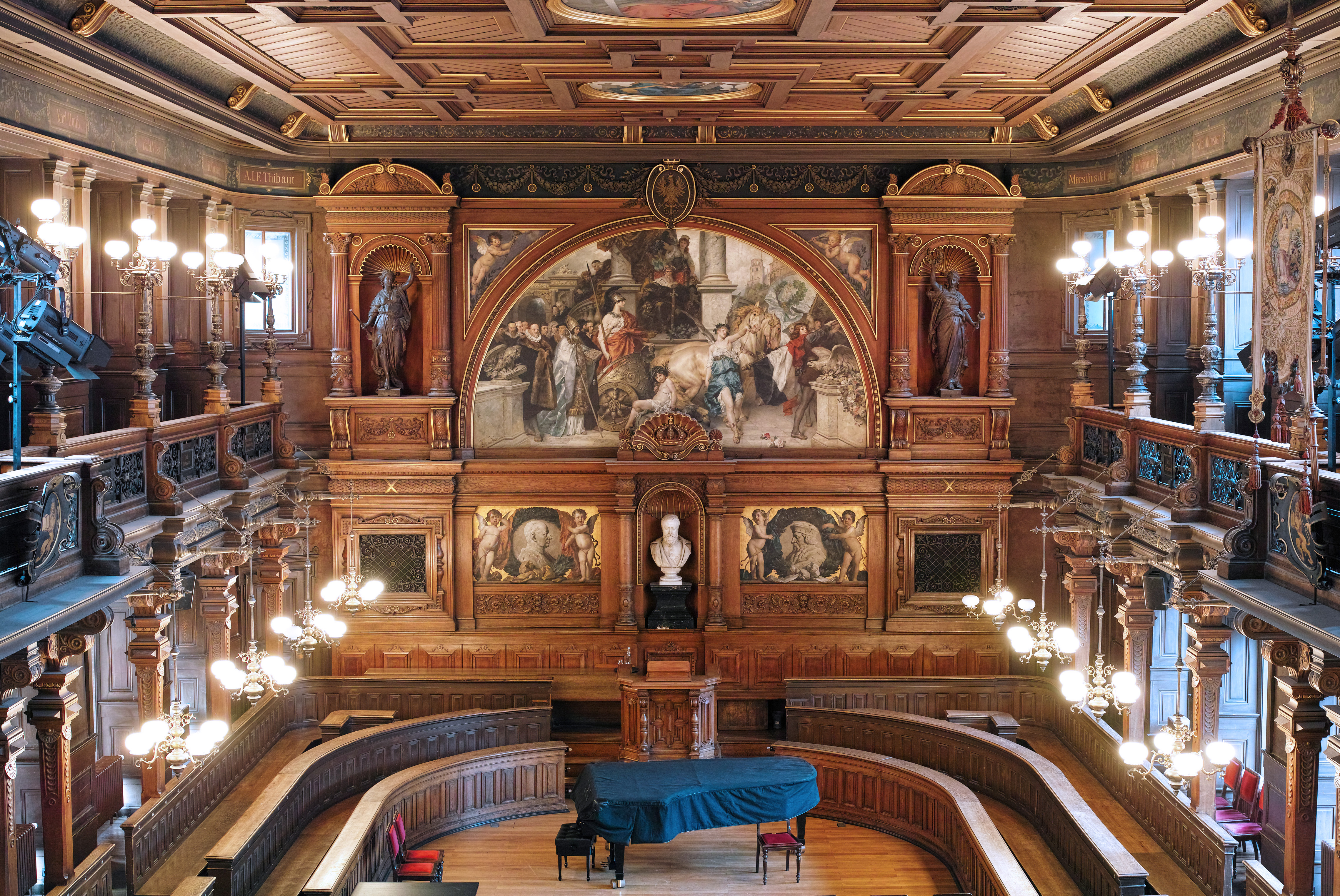
Stirnseite und Längsseiten

Die Aula der Alten Universität in Heidelberg ist deren zentraler Raum und wichtigster Repräsentationsraum der Ruprecht-Karls-Universität Heidelberg.

## Baugeschichte
Das Gebäude Alte Universität wurde in 23-jähriger Bauzeit von 1712 bis 1735 nach den Bauplänen des Architekten Johann Adam Breunig errichtet. Der zentrale Saal der Alten Universität ist die Aula.
Sie wurde ursprünglich im barocken Stil errichtet und war mit einer stuckverzierten Decke ausgestattet. Für die Aula sind hierarchisch festgelegte Sitzpläne für einzelne Personen und Personengruppen überliefert. So war der vordere Bereich mit seinen charakteristischen Rundbänken, in dem sich auch das Rednerpult befindet, insbesondere für die Vertreter der vier Fakultäten und des Engeren Senats vorgesehen.
Zum 500. Jubiläum der Universität Heidelberg im Jahr 1886 wurde die Aula im Stil der Neorenaissance nach Plänen des Architekten Josef Durm neu gestaltet. Eine im Eingangsbereich sowie an den beiden Längsseiten installierte Galerie teilt den Raum in zwei Ebenen. In dem mit einer eichefarbenen Holzverschalung versehenen Saal ist die Geschichte der Universität Heidelberg in zahlreichen Ausstattungsdetails vergegenwärtigt.

## Nutzung
Die Aula wurde ursprünglich als Versammlungsraum und Hörsaal genutzt. Heutzutage ist die Aula der zentrale Repräsentationsraum der Universität Heidelberg. Er wird überwiegend für akademische Feiern wie beispielsweise der Fakultäten oder für die traditionelle Jahresfeier der Universität zu Beginn jedes Wintersemesters genutzt. Die Aula ist auch ein Ort für öffentliche Konzerte, Vorträge und ähnliche Feierlichkeiten.

## Ausgestaltung des Innenraums

### Stirnseite

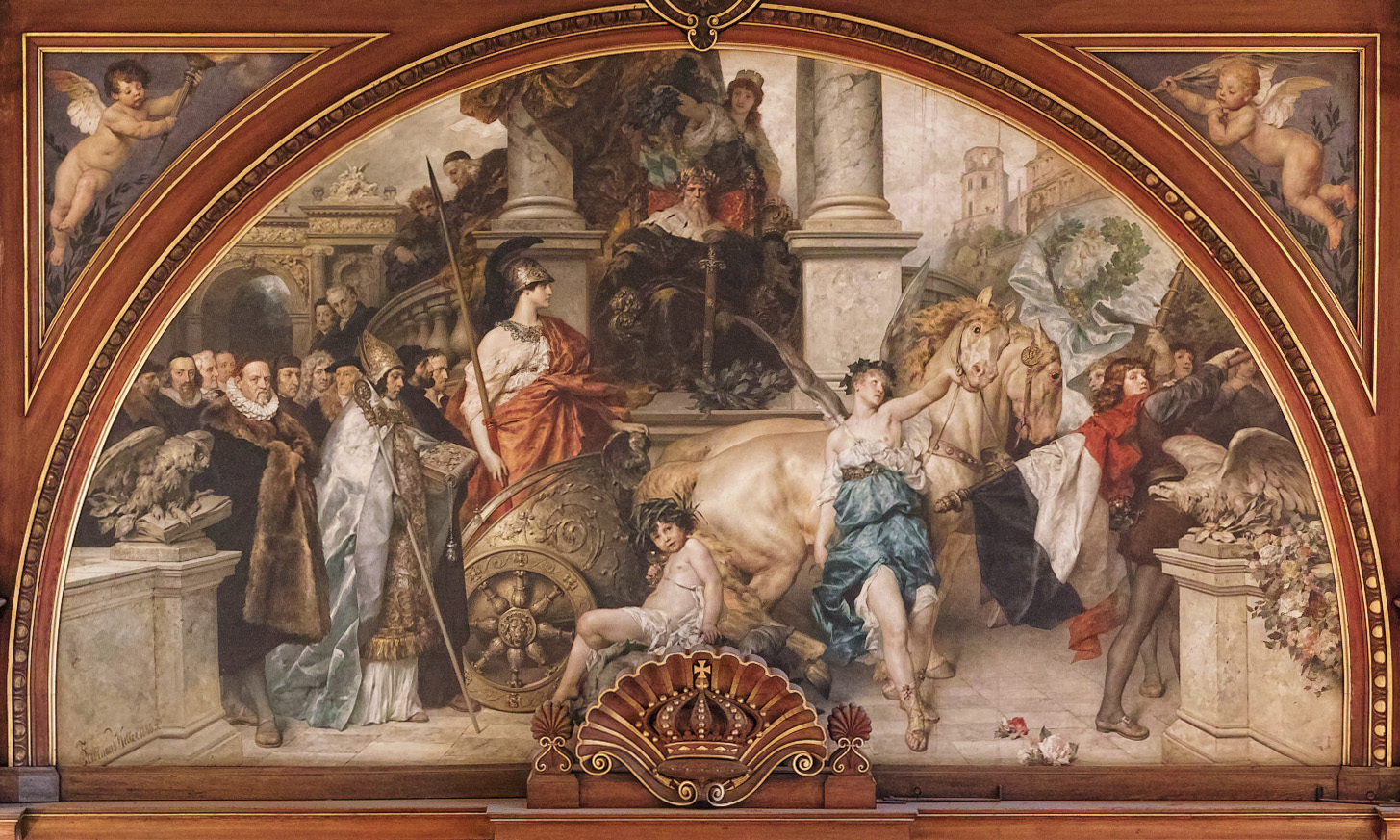
Gemälde „Gründung der Universität Heidelberg“ von Ferdinand Keller

Die Stirnwand der Aula ist streng symmetrisch aufgebaut und mit Architekturelementen eines Triumphbogens ausgestattet. Sie gilt als Höhepunkt der Raumkomposition der Aula. Im Mittelpunkt des Triumphbogen-Elements befindet sich das Gemälde „Gründung der Universität Heidelberg“ des Historienmalers Ferdinand Keller (1842–1922). Das Gemälde setzt den Gründungsakt und die Geschichte der Universität allegorisch in Szene. Gezeigt wird, wie Pallas Athene, die Schutzgöttin der Weisheit und der Künste, in einem antiken Streitwagen Einzug in die Stadt Heidelberg hält – angeführt von der Siegesgöttin Nike. In ihrem Gefolge erscheinen ausgewählte Persönlichkeiten aus der Heidelberger Universitäts- und Geistesgeschichte vom 14. bis ins 19. Jahrhundert, den zahlenmäßigen Schwerpunkt bilden dabei Gelehrte aus der Zeit des Humanismus und der Reformation. Im Bild dargestellt werden auch ein Teil des Heidelberger Schlosses, der kurfürstlichen Residenz, sowie Personifikationen des Neckars und der Stadt. Zwei weibliche Gewandfiguren sind links und rechts des Gemäldes aufgestellt, versehen mit den Attributen Posaune (zur Personifikation des Ruhmes) sowie Kranz und Fackel (zur Personifikation der Wissenschaft). Diese beiden Bronzestatuen stammen von dem Künstler Adolf Heer (1849–1898). Im unteren Bereich befinden sich außerdem drei Herrscherporträts: Eine von dem Bildhauer Karl Friedrich Moest geschaffene Büste, die den im Jahr 1886 amtierenden Rektor Großherzog Friedrich I. von Baden (1826–1907) zeigt, wird eingerahmt von zwei Porträtgemälden, die von dem Künstler Ernst Schurth (1848–1940) stammen. Zu sehen sind auf der rechten Seite Universitätsgründer Kurfürst Ruprecht I. (1309–1390) und auf der linken Seite Großherzog Karl Friedrich von Baden (1728–1811), der Wiederbegründer der Universität Anfang des 19. Jahrhunderts.

### Decke
Zu den Schmuckelementen der Holzdecke gehören vier Rundbilder, die von dem Künstler Rudolf Gleichauf (1826–1896) stammen und in allegorischer Verschlüsselung die damaligen Fakultäten der Universität Heidelberg darstellen: Sie erscheinen als weibliche Sitzfiguren mit charakteristischen Attributen wie Schriftrolle und Globus (für die Philosophie), Schlange und Schale (für die Medizin), Richtschwert, Gesetzesbuch und Urkunde (für die Jurisprudenz) sowie Bibel und Gesetzestafel mit den zehn Geboten (für die Theologie).

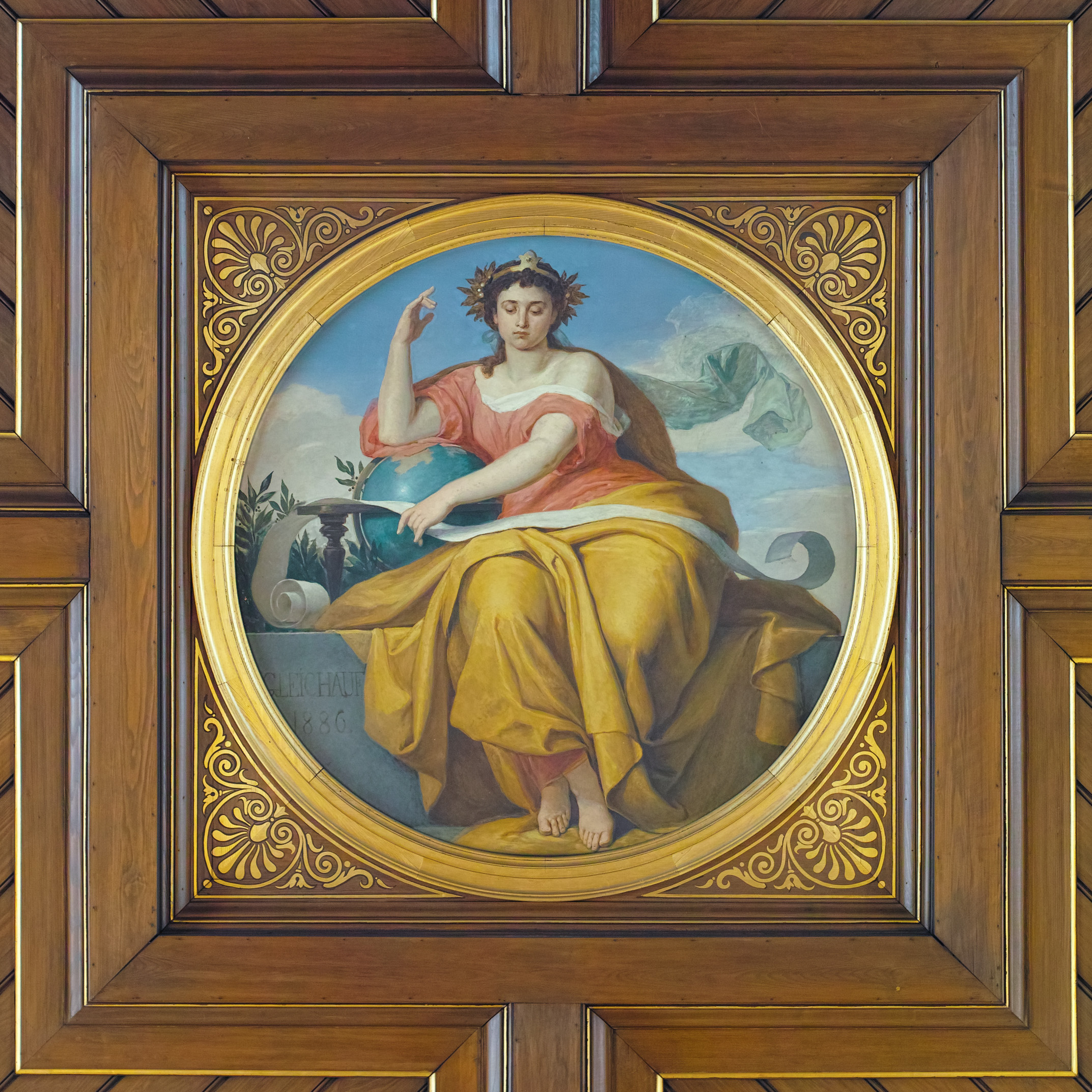
Rundbild Fakultät für Philosophie von Rudolf Gleichauf
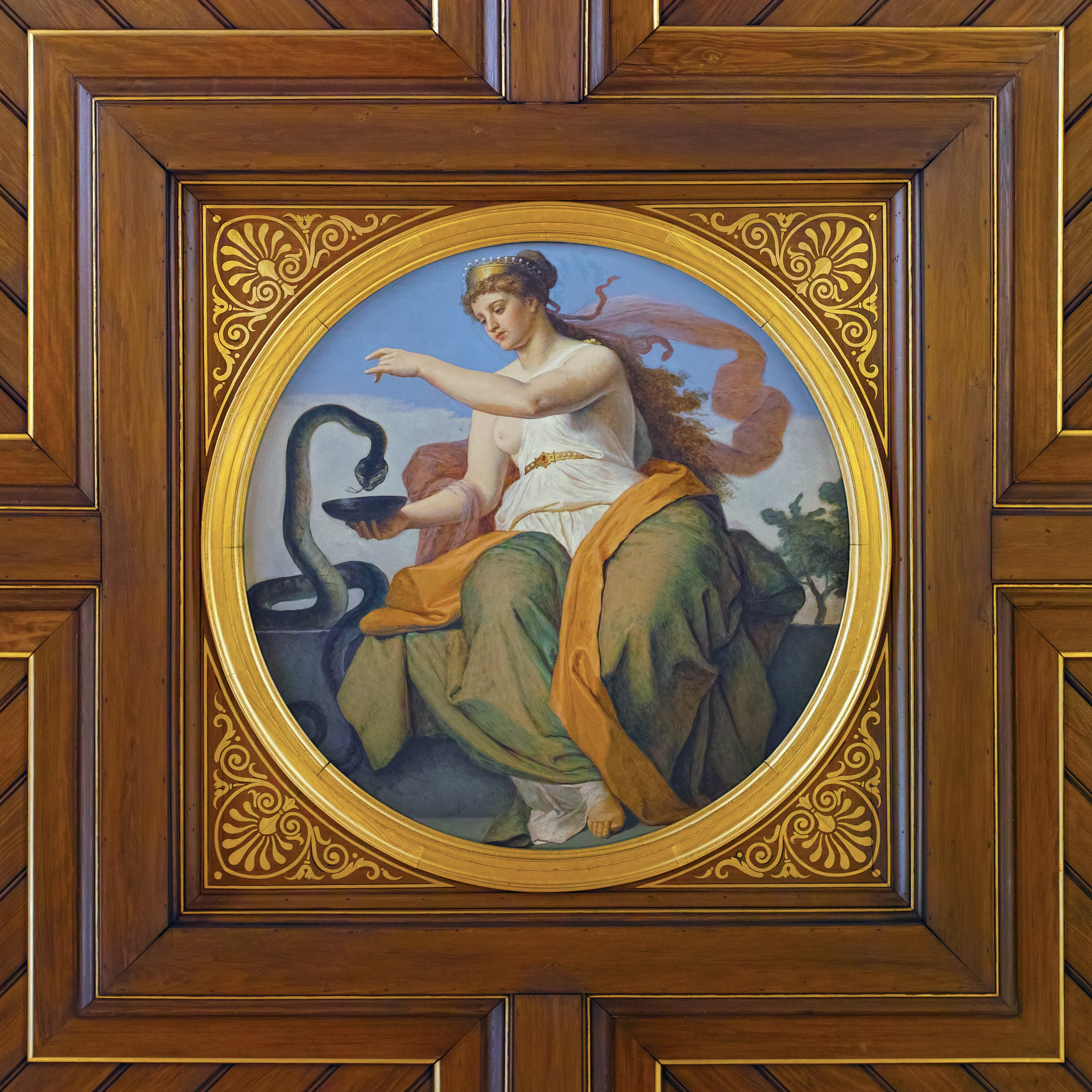
Rundbild Fakultät für Medizin von Rudolf Gleichauf
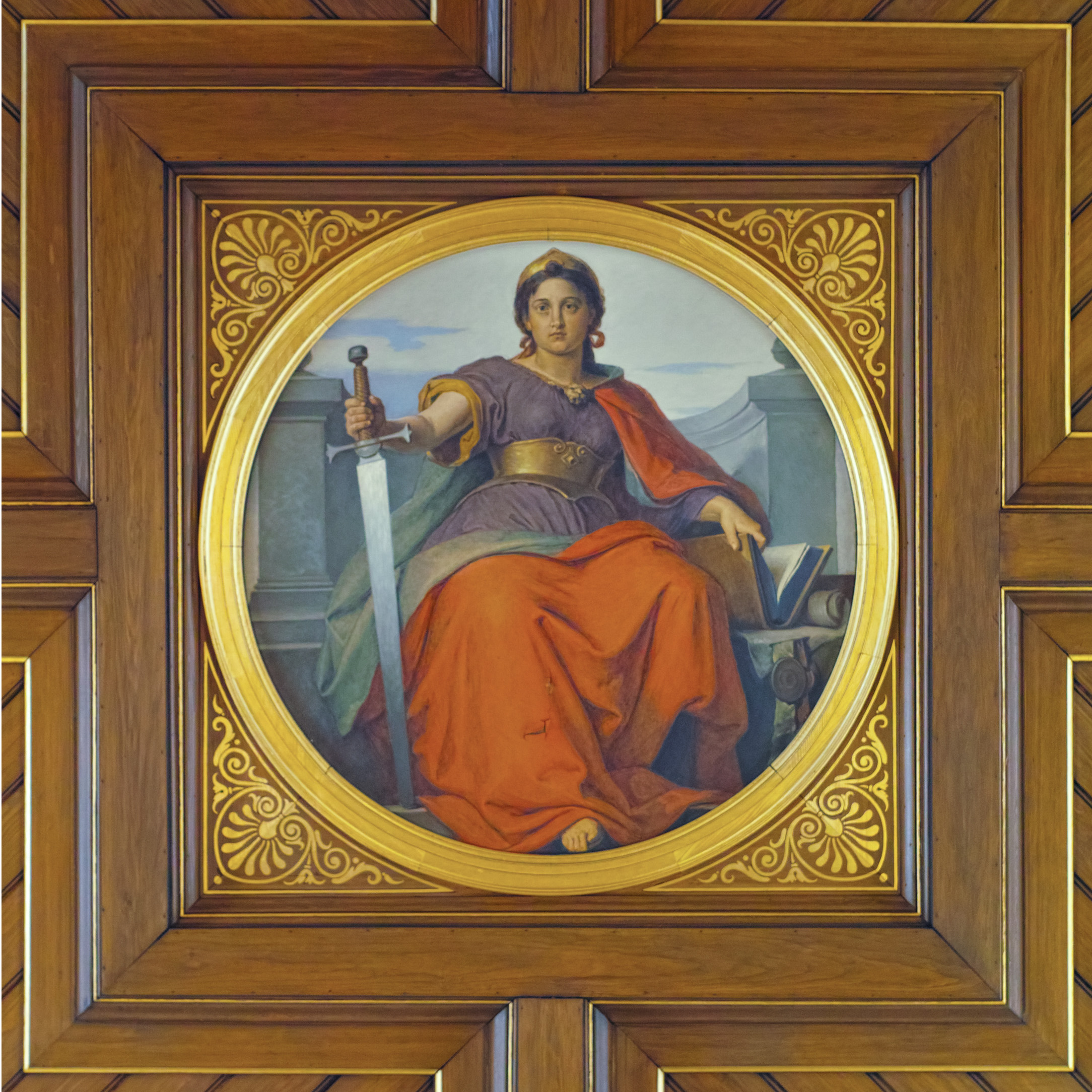
Rundbild Fakultät für Jurisprudenz von Rudolf Gleichauf
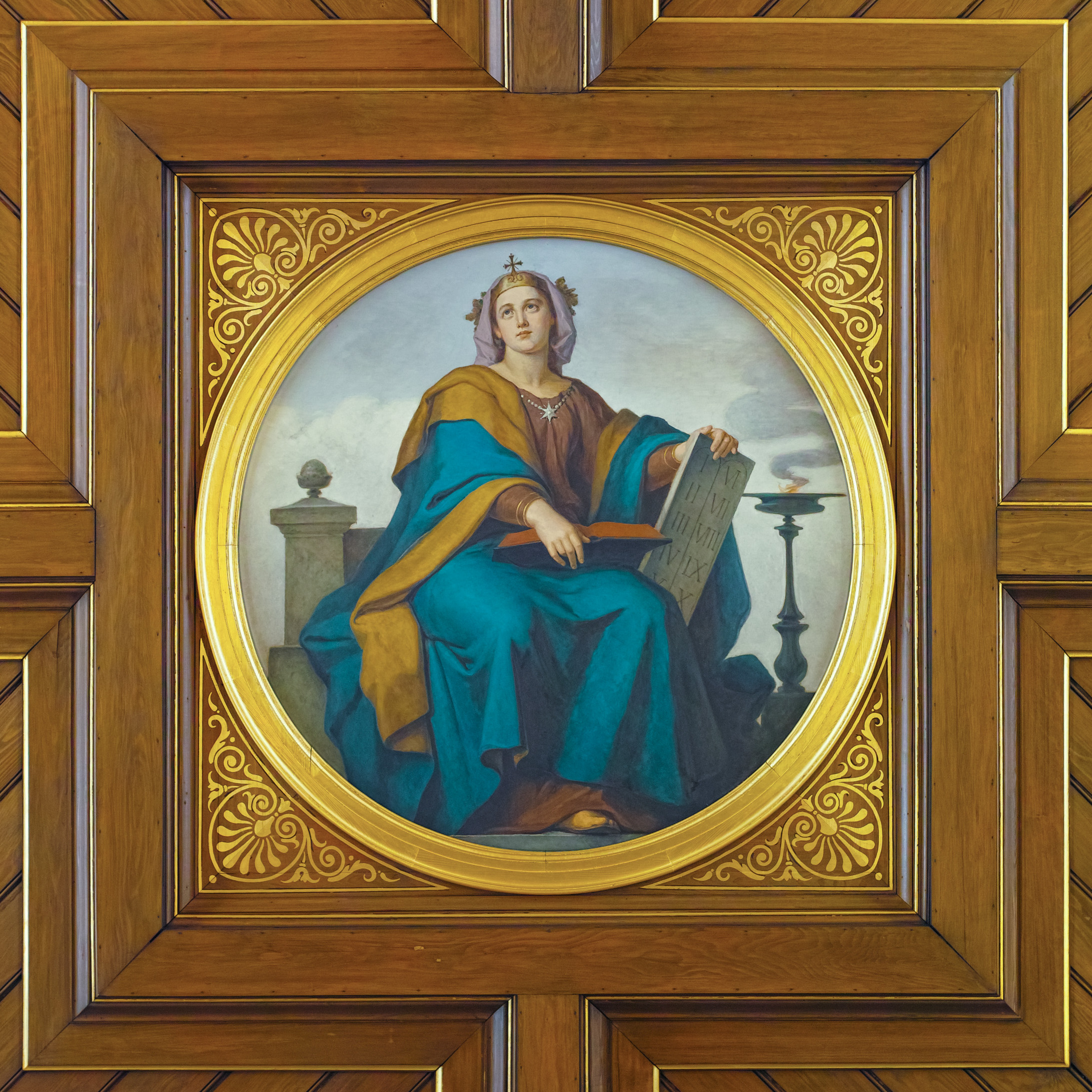
Rundbild Fakultät für Theologie von Rudolf Gleichauf

### Längsseiten
Entlang der beiden Längsseiten sowie der Eingangsseite der Aula werden 37 Namen berühmter Heidelberger Wissenschaftler aufgelistet, die in zwei Reihen – in den oberen Friesen sowie auf Tafeln am Galeriegeländer – angebracht sind. Das Spektrum reicht dabei von Marsilius von Inghen, dem Gründungsrektor von 1386, bis zu Professoren aus dem 19. Jahrhundert wie dem Chemiker Robert Bunsen oder dem Physiologen und Physiker Hermann von Helmholtz. Auf dem rechten Balkon der Empore befindet sich das Festbanner, das zum 500-jährigen Bestehen der Ruperto Carola angefertigt wurde. Im Zentrum des Banners ist eine Allegorie der Wissenschaften zu sehen. Auf der Rückseite findet sich die Widmung: „GESTIFTET / VON / FRAUEN UND TOECHTERN / DER / AKADEMISCHEN LEHRER / 1886“.

### Eingangsbereich
In einer Inschrift im oberen Fries der Eingangsseite der Aula wird der Großherzog von Baden gewürdigt. Im Torbogen des Eingangsbereichs hängt eine Gratulationstafel der Universität Freiburg aus dem Jahr 1886.

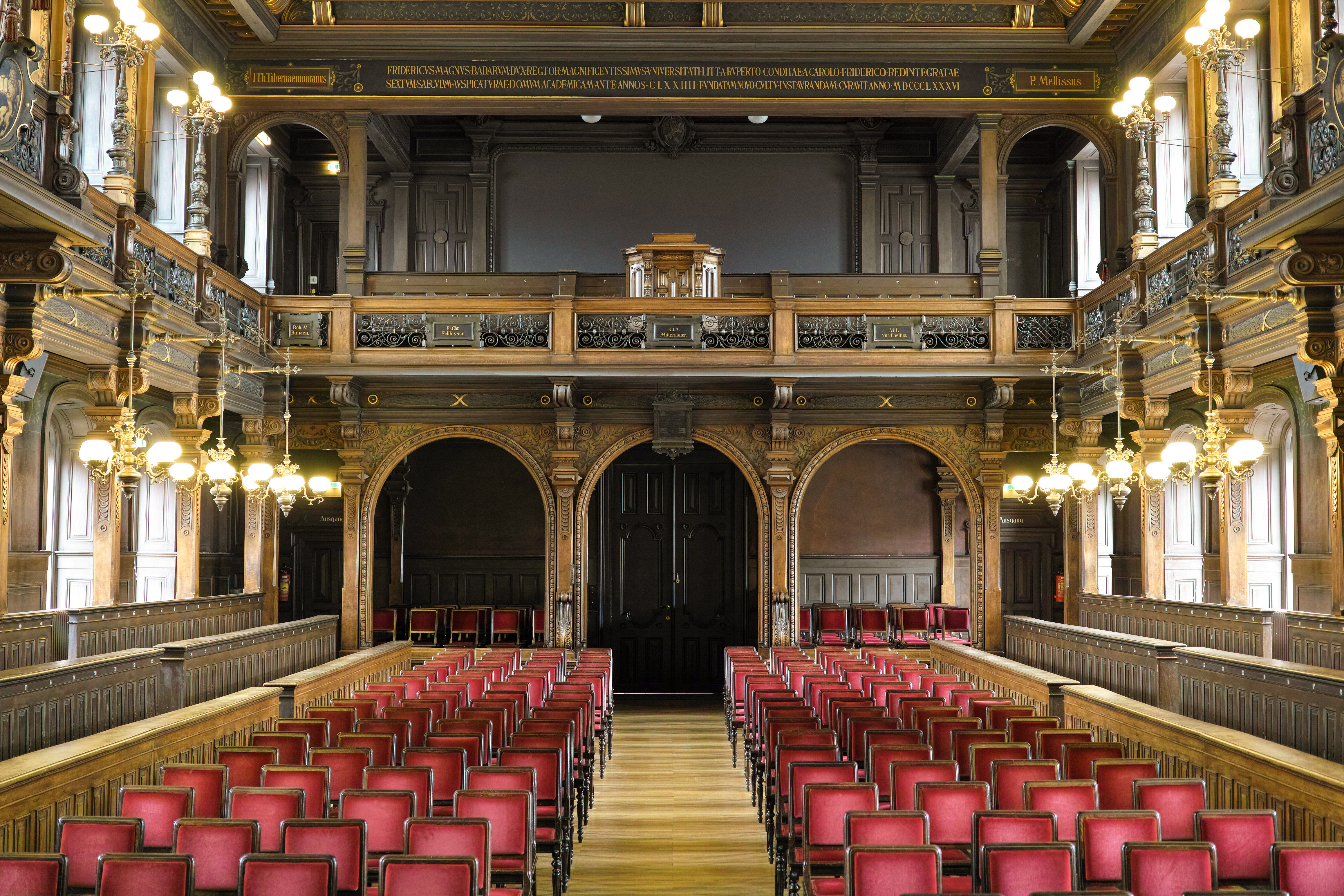
Eingangsbereich
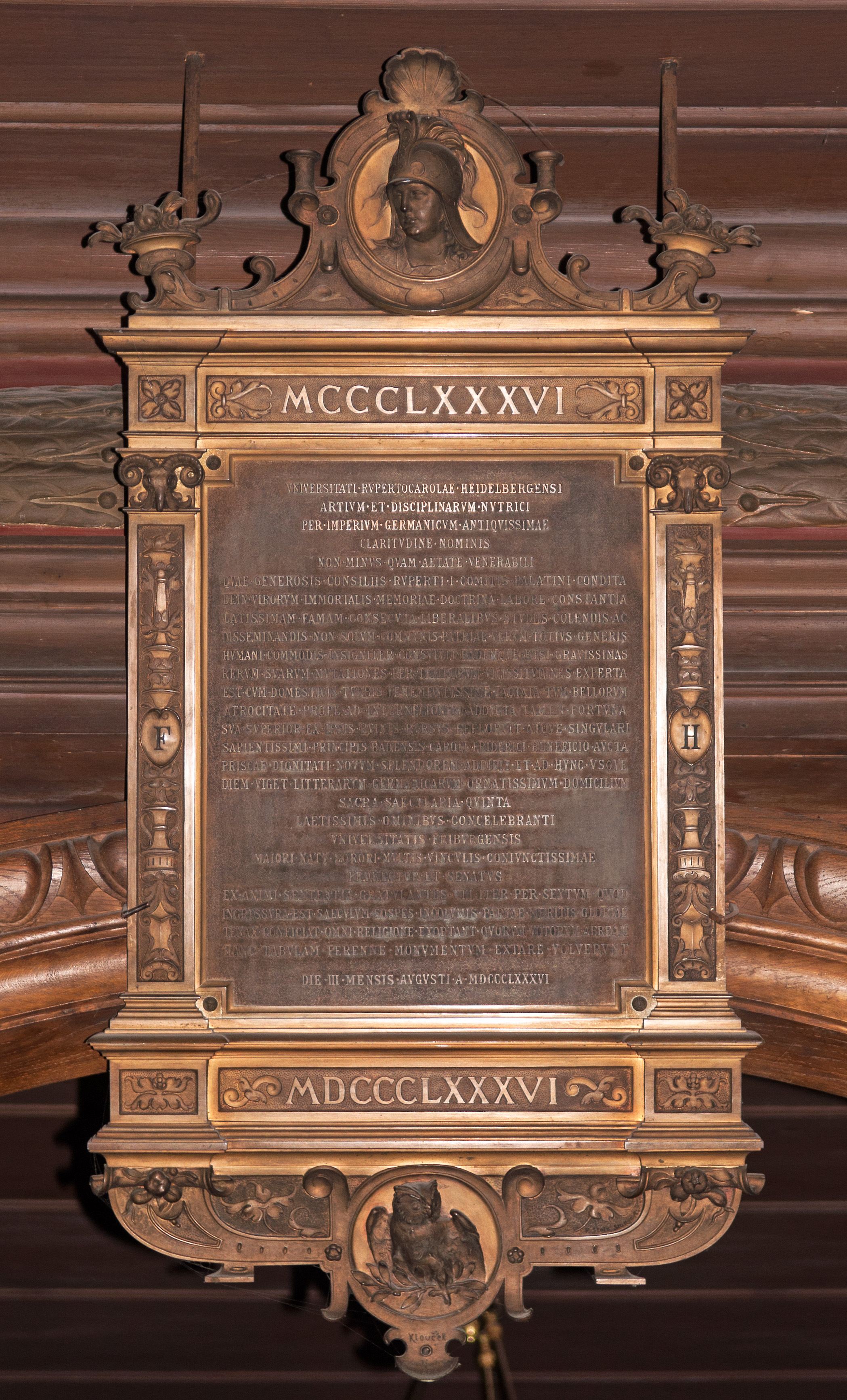
Gratulationstafel der Universität Freiburg
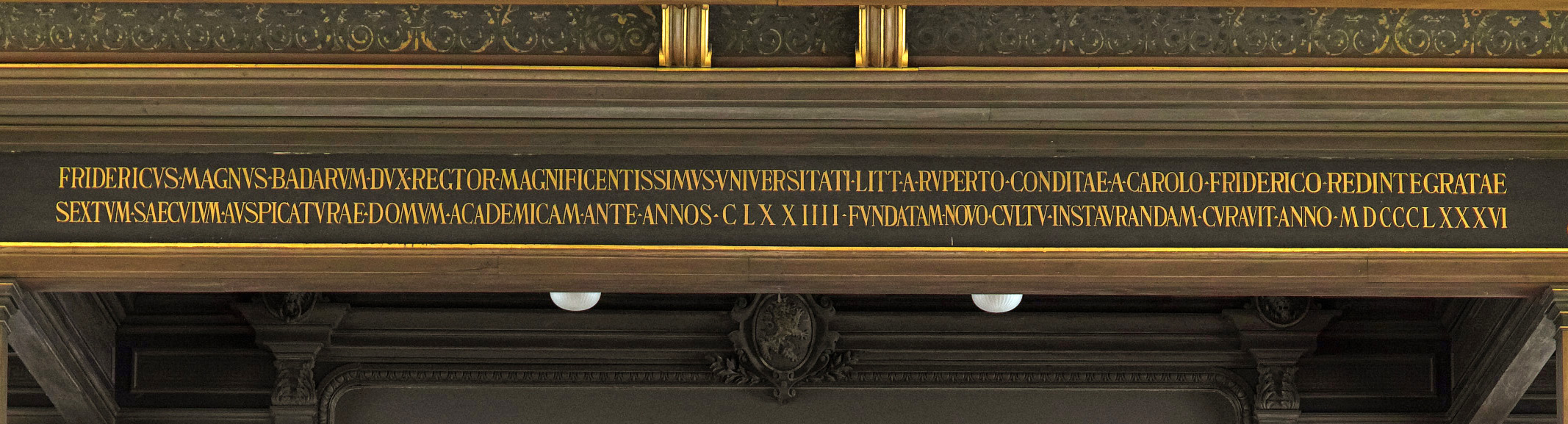
Inschrift im oberen Fries der Eingangsseite